# Cheval arabe (Guillemin)
Cheval arabe, ou Le Chevalier guerrier arabe à cheval, est une statuette équestre en bronze réalisée en 1884 par Émile-Coriolan Guillemin et Alfred Barye.
Cette œuvre a fait l'objet d'édition de bronze. Un exemplaire est conservé à Paris au musée du Louvre.

## Description
L'œuvre est une sculpture équestre représentant un cavalier arabe de retour de la chasse, avec un fusil à l'épaule, une canard et une gazelle accrochés à la selle. Cependant, l'élément central est le cheval arabe, célébré dans la culture islamique et la religion musulmane.
L'œuvre représente un cavalier arabe revenant de la chasse, avec un fusil à l'épaule, un canard et une gazelle accrochés à sa chaise. Elle est signée «E. Guillemin et Barye Fils». Elle a été exposée au Salon de Louvre de 1884.
Le cheval, raffiné et élégant, présente une étude anatomique exceptionnelle, avec la patte antérieure gauche gracieusement élevée. Les détails des muscles tendus et contractés, une spécialité de l'artiste et de son père, sont particulièrement impressionnants. De plus, la précision dans la représentation du visage, du mouvement du corps sur le cheval et des détails des vêtements enrichit encore l'œuvre.

## Marché de l'art
En 1923, le coût de la sculpture du Cheval arab dans les Galeries d'Art de Paris était de 30 millions de lires. Lors d'une vente aux enchères Sotheby's à New York en 2008, Femme Kabyle d'Algérie et Jannisaire du Sultan Mahmoud II (1967), bronze, d'Emile Guillemin a été vendue pour 1.202.500 euros plus les frais d'enchères.
La sculpture du Cheval Arabe présente de grandes différences de valeur entre les copies originales du vivant des sculpteurs et les copies posthumes. Les exemplaires originaux réalisés en France à la Belle Epoque dépassent les 300 000 euros hors enchères pour collectionneurs.

## Collections publiques
- Paris, musée du Louvre.

## Histoire
Après un long voyage dans le désert, Mahomet laissa son tabun de chevaux arabes en liberté pour qu'ils puissent se désaltérer près d'une oasis. Cependant, avant que les chevaux n'atteignent l'eau, Mahomet les appela à revenir vers lui. Seules cinq juments obéirent. Comme elles montrèrent leur fidélité en revenant vers leur maître malgré une soif intense, Mahomet les choisit pour la reproduction. Ces cinq juments, connues sous le nom de Al Khamsa (arabe « cinq »), sont devenues les fondatrices légendaires des cinq « types » de cheval arabe. Bien que les Al Khamsa soient considérées comme des chevaux mythologiques, certains éleveurs affirment encore aujourd'hui que le cheval arabe bedouin moderne descend réellement de ces juments.
Selon une histoire racontée par les bédouins, Allah créa le cheval arabe à partir du vent du sud.
Dans le Coran, le mot « cheval » est mentionné 5 fois. Dans la Sourate 79 et la Sourate 100 appelée al-Nazi'at, le terme al-Adiyat est interprété comme « cheval », tandis que les Sourate 37 al-Saffat, la Sourate 51 al-Dhariyat et la Sourate 77 al-Mursalat se réfèrent aux chevaux.